# 2024-es IIHF divízió III-as jégkorong-világbajnokság
A 2024-es IIHF divízió III-as jégkorong-világbajnokság A csoportjának mérkőzéseit Biskekben, Kirgizisztánban rendezték március 10. és 16. között. A B csoport mérkőzéseit Szarajevóban, Bosznia-Hercegovinában rendezték február 23. és 29. között.

## A csoport

### Résztvevők
| Csapat                  | Kvalifikáció                                                |
| ----------------------- | ----------------------------------------------------------- |
| Mexikó                  | A 2023-as divízió II/B 6. helyezettje, kiesett.             |
| Türkmenisztán           | A 2023-as divízió III/A 2. helyezettje.                     |
| Dél-afrikai Köztársaság | A 2023-as divízió III/A 3. helyezettje.                     |
| Thaiföld                | A 2023-as divízió III/A 4. helyezettje.                     |
| Luxemburg               | A 2023-as divízió III/A 5. helyezettje.                     |
| Kirgizisztán            | Rendező, a 2023-as divízió III/B 1. helyezettje, feljutott. |

### Tabella
| Hely. | Csapat                  | M | Gy | HGy | HV | V | G+ | G– | Gk  | P  | Feljutás vagy kiesés        |
| ----- | ----------------------- | - | -- | --- | -- | - | -- | -- | --- | -- | --------------------------- |
| 1.    | Thaiföld                | 5 | 5  | 0   | 0  | 0 | 38 | 9  | +29 | 15 | Feljutott a divízió II B-be |
| 2.    | Kirgizisztán (R)        | 5 | 4  | 0   | 0  | 1 | 37 | 22 | +15 | 12 |                             |
| 3.    | Luxemburg               | 5 | 2  | 1   | 0  | 2 | 17 | 22 | −5  | 8  |                             |
| 4.    | Türkmenisztán           | 5 | 2  | 0   | 0  | 3 | 23 | 31 | −8  | 6  |                             |
| 5.    | Dél-afrikai Köztársaság | 5 | 1  | 0   | 0  | 4 | 13 | 26 | −13 | 3  |                             |
| 6.    | Mexikó                  | 5 | 0  | 0   | 1  | 4 | 15 | 33 | −18 | 1  | Kiesett a divízió III B-be  |

### Mérkőzések
A mérkőzések kezdési időpontjai helyi idő szerint (UTC+6) értendők.
| 2024. március 10. 14:00 | Dél-afrikai Köztársaság | 6–3 (3–1, 1–2, 2–0) | Mexikó | Gorodskoi Katok, Biskek Nézőszám: 100 |

| Jegyzőkönyv | Jegyzőkönyv | Jegyzőkönyv                   | Jegyzőkönyv | Jegyzőkönyv                                                                 |
| --- | ----------- | ----------------------------- | ----------- | --------------------------------------------------------------------------- |
| | Ryan Boyd   | Kapusok                       | Tomas Payro | Játékvezető: Konstantin Chubenko Vonalbírók: Kang Kyu-seong Vladislav Zotov |
| \| Samaai (Valadas, Carelse) – 02:58 \| 1–0 \| \| \| Valadas (Samaai, Carelse) – 08:31 \| 2–0 \| \| \| Carelse (Valadas, Samaai) – 10:50 \| 3–0 \| \| \| \| 3–1 \| 13:11 – Tapia \| \| \| 3–2 \| 20:11 – Chávez (Álvarez) (PP) \| \| Samaai – 21:59 \| 4–2 \| \| \| \| 4–3 \| 35:31 – Chávez \| \| Birrell (Kluyts, Bremner) (PP) – 43:33 \| 5–3 \| \| \| Van Doesburgh (Krotz, Giot) (PP2) – 45:42 \| 6–3 \| \| |             |                               |             | Játékvezető: Konstantin Chubenko Vonalbírók: Kang Kyu-seong Vladislav Zotov |
| 18 perc | Büntetések  | 12 perc                       |             | Játékvezető: Konstantin Chubenko Vonalbírók: Kang Kyu-seong Vladislav Zotov |
| 28 | Lövések     | 29                            |             | Játékvezető: Konstantin Chubenko Vonalbírók: Kang Kyu-seong Vladislav Zotov |
| Samaai (Valadas, Carelse) – 02:58 | 1–0         |                               |             | Játékvezető: Konstantin Chubenko Vonalbírók: Kang Kyu-seong Vladislav Zotov |
| Valadas (Samaai, Carelse) – 08:31 | 2–0         |                               |             | Játékvezető: Konstantin Chubenko Vonalbírók: Kang Kyu-seong Vladislav Zotov |
| Carelse (Valadas, Samaai) – 10:50 | 3–0         |                               |             | Játékvezető: Konstantin Chubenko Vonalbírók: Kang Kyu-seong Vladislav Zotov |
| | 3–1         | 13:11 – Tapia                 |             |                                                                             |
| | 3–2         | 20:11 – Chávez (Álvarez) (PP) |             |                                                                             |
| Samaai – 21:59 | 4–2         |                               |             |                                                                             |
| | 4–3         | 35:31 – Chávez                |             |                                                                             |
| Birrell (Kluyts, Bremner) (PP) – 43:33 | 5–3         |                               |             |                                                                             |
| Van Doesburgh (Krotz, Giot) (PP2) – 45:42 | 6–3         |                               |             |                                                                             |

| 2024. március 10. 17:00 | Türkmenisztán | 3–4 (0–2, 2–0, 1–2) | Luxemburg | Gorodskoi Katok, Biskek Nézőszám: 100 |

| Jegyzőkönyv | Jegyzőkönyv    | Jegyzőkönyv                              | Jegyzőkönyv     | Jegyzőkönyv                                                        |
| --- | -------------- | ---------------------------------------- | --------------- | ------------------------------------------------------------------ |
| | Rahman Myradov | Kapusok                                  | Philippe Lepage | Játékvezető: David Gal Vonalbírók: Berkay Aslanbey Tornike Kuchava |
| \| \| 0–1 \| 04:24 – Church (Cannon, Beran) (PP2) \| \| \| 0–2 \| 05:33 – C. Mossong (Beran) (PP) \| \| Vahovskiy (Aganiyazov, Gurbanov) – 24:50 \| 1–2 \| \| \| Tannyyev (Kakabayev) (PP) – 35:21 \| 2–2 \| \| \| \| 2–3 \| 44:13 – Cannon (Backes) \| \| Baymyradov (Nuryyev) (PP) – 56:20 \| 3–3 \| \| \| \| 3–4 \| 59:04 – Cannon (Backes, P. Vincens) (PP) \| |                |                                          |                 | Játékvezető: David Gal Vonalbírók: Berkay Aslanbey Tornike Kuchava |
| 14 perc | Büntetések     | 12 perc                                  |                 | Játékvezető: David Gal Vonalbírók: Berkay Aslanbey Tornike Kuchava |
| 31 | Lövések        | 21                                       |                 | Játékvezető: David Gal Vonalbírók: Berkay Aslanbey Tornike Kuchava |
| | 0–1            | 04:24 – Church (Cannon, Beran) (PP2)     |                 | Játékvezető: David Gal Vonalbírók: Berkay Aslanbey Tornike Kuchava |
| | 0–2            | 05:33 – C. Mossong (Beran) (PP)          |                 | Játékvezető: David Gal Vonalbírók: Berkay Aslanbey Tornike Kuchava |
| Vahovskiy (Aganiyazov, Gurbanov) – 24:50 | 1–2            |                                          |                 | Játékvezető: David Gal Vonalbírók: Berkay Aslanbey Tornike Kuchava |
| Tannyyev (Kakabayev) (PP) – 35:21 | 2–2            |                                          |                 |                                                                    |
| | 2–3            | 44:13 – Cannon (Backes)                  |                 |                                                                    |
| Baymyradov (Nuryyev) (PP) – 56:20 | 3–3            |                                          |                 |                                                                    |
| | 3–4            | 59:04 – Cannon (Backes, P. Vincens) (PP) |                 |                                                                    |

| 2024. március 10. 20:00 | Kirgizisztán | 4–9 (2–1, 1–3, 1–5) | Thaiföld | Gorodskoi Katok, Biskek Nézőszám: 1500 |

| Jegyzőkönyv | Jegyzőkönyv                         | Jegyzőkönyv                                 | Jegyzőkönyv          | Jegyzőkönyv                                                                |
| --- | ----------------------------------- | ------------------------------------------- | -------------------- | -------------------------------------------------------------------------- |
| | Alexander Petrov Arslan Maraimbekov | Kapusok                                     | Benjamin Kleineschay | Játékvezető: Chae Young-jin Vonalbírók: Sindri Gunnarsson Miroslav Lhotský |
| \| Seifulov (Isamatov) – 01:24 \| 1–0 \| \| \| \| 1–1 \| 11:11 – Kindborn \| \| Egorov (Chuvalov) – 14:17 \| 2–1 \| \| \| \| 2–2 \| 29:00 – Thanakroekkiat (Kitayama, Kindborn) \| \| Mirbekov – 33:38 \| 3–2 \| \| \| \| 3–3 \| 38:48 – Limpinphet (Kindborn) (PP) \| \| \| 3–4 \| 39:02 – Kitayama (Suwachirat) \| \| Leshchenko (Tonkikh) (PP) – 43:29 \| 4–4 \| \| \| \| 4–5 \| 43:53 – Lampson \| \| \| 4–6 \| 45:07 – Kitayama (Thanakroekkiat) (PP) \| \| \| 4–7 \| 53:22 – Isaksson (Kindborn) (PP) \| \| \| 4–8 \| 53:37 – Khuhakaew (Limpinphet, Kindborn) \| \| \| 4–9 \| 55:21 – Isaksson (Lampson) (PP) \| |                                     |                                             |                      | Játékvezető: Chae Young-jin Vonalbírók: Sindri Gunnarsson Miroslav Lhotský |
| 16 perc | Büntetések                          | 16 perc                                     |                      | Játékvezető: Chae Young-jin Vonalbírók: Sindri Gunnarsson Miroslav Lhotský |
| 55 | Lövések                             | 22                                          |                      | Játékvezető: Chae Young-jin Vonalbírók: Sindri Gunnarsson Miroslav Lhotský |
| Seifulov (Isamatov) – 01:24 | 1–0                                 |                                             |                      | Játékvezető: Chae Young-jin Vonalbírók: Sindri Gunnarsson Miroslav Lhotský |
| | 1–1                                 | 11:11 – Kindborn                            |                      | Játékvezető: Chae Young-jin Vonalbírók: Sindri Gunnarsson Miroslav Lhotský |
| Egorov (Chuvalov) – 14:17 | 2–1                                 |                                             |                      | Játékvezető: Chae Young-jin Vonalbírók: Sindri Gunnarsson Miroslav Lhotský |
| | 2–2                                 | 29:00 – Thanakroekkiat (Kitayama, Kindborn) |                      |                                                                            |
| Mirbekov – 33:38 | 3–2                                 |                                             |                      |                                                                            |
| | 3–3                                 | 38:48 – Limpinphet (Kindborn) (PP)          |                      |                                                                            |
| | 3–4                                 | 39:02 – Kitayama (Suwachirat)               |                      |                                                                            |
| Leshchenko (Tonkikh) (PP) – 43:29 | 4–4                                 |                                             |                      |                                                                            |
| | 4–5                                 | 43:53 – Lampson                             |                      |                                                                            |
| | 4–6                                 | 45:07 – Kitayama (Thanakroekkiat) (PP)      |                      |                                                                            |
| | 4–7                                 | 53:22 – Isaksson (Kindborn) (PP)            |                      |                                                                            |
| | 4–8                                 | 53:37 – Khuhakaew (Limpinphet, Kindborn)    |                      |                                                                            |
| | 4–9                                 | 55:21 – Isaksson (Lampson) (PP)             |                      |                                                                            |

| 2024. március 11. 14:00 | Türkmenisztán | 4–3 (2–1, 1–1, 1–1) | Dél-afrikai Köztársaság | Gorodskoi Katok, Biskek Nézőszám: 600 |

| Jegyzőkönyv | Jegyzőkönyv      | Jegyzőkönyv                             | Jegyzőkönyv | Jegyzőkönyv                                                             |
| --- | ---------------- | --------------------------------------- | ----------- | ----------------------------------------------------------------------- |
| | Keremli Charyyev | Kapusok                                 | Ryan Boyd   | Játékvezető: Ferhat Aygün Vonalbírók: Sindri Gunnarsson Tornike Kuchava |
| \| Nuryyev (Bayhanov, Baymyradov) – 01:58 \| 1–0 \| \| \| Kakabayev (Esenov) – 13:16 \| 2–0 \| \| \| \| 2–1 \| 13:16 – Van Doesburgh (Giot) \| \| Nuryyev (Baymyradov, Bayhanov) – 24:59 \| 3–1 \| \| \| \| 3–2 \| 30:24 – Van Doesburgh (Compton, Venter) \| \| Dovletmyradov (Bayhanov) – 41:28 \| 4–2 \| \| \| \| 4–3 \| 42:00 – Valadas (Samaai, Carelse) (PP) \| |                  |                                         |             | Játékvezető: Ferhat Aygün Vonalbírók: Sindri Gunnarsson Tornike Kuchava |
| 8 perc | Büntetések       | 13 perc                                 |             | Játékvezető: Ferhat Aygün Vonalbírók: Sindri Gunnarsson Tornike Kuchava |
| 29 | Lövések          | 22                                      |             | Játékvezető: Ferhat Aygün Vonalbírók: Sindri Gunnarsson Tornike Kuchava |
| Nuryyev (Bayhanov, Baymyradov) – 01:58 | 1–0              |                                         |             | Játékvezető: Ferhat Aygün Vonalbírók: Sindri Gunnarsson Tornike Kuchava |
| Kakabayev (Esenov) – 13:16 | 2–0              |                                         |             | Játékvezető: Ferhat Aygün Vonalbírók: Sindri Gunnarsson Tornike Kuchava |
| | 2–1              | 13:16 – Van Doesburgh (Giot)            |             | Játékvezető: Ferhat Aygün Vonalbírók: Sindri Gunnarsson Tornike Kuchava |
| Nuryyev (Baymyradov, Bayhanov) – 24:59 | 3–1              |                                         |             |                                                                         |
| | 3–2              | 30:24 – Van Doesburgh (Compton, Venter) |             |                                                                         |
| Dovletmyradov (Bayhanov) – 41:28 | 4–2              |                                         |             |                                                                         |
| | 4–3              | 42:00 – Valadas (Samaai, Carelse) (PP)  |             |                                                                         |

| 2024. március 11. 17:00 | Mexikó | 0–5 (0–2, 0–1, 0–2) | Thaiföld | Gorodskoi Katok, Biskek Nézőszám: 300 |

| Jegyzőkönyv | Jegyzőkönyv | Jegyzőkönyv                               | Jegyzőkönyv          | Jegyzőkönyv                                                             |
| --- | ----------- | ----------------------------------------- | -------------------- | ----------------------------------------------------------------------- |
| | Tomas Payro | Kapusok                                   | Benjamin Kleineschay | Játékvezető: Chae Young-jin Vonalbírók: Miroslav Lhotský Yang Chang-lin |
| \| \| 0–1 \| 05:30 – Isaksson (Lampson, Kindborn) \| \| \| 0–2 \| 08:15 – Kindborn \| \| \| 0–3 \| 20:48 – Lampson (Kindborn, Isaksson) (PP) \| \| \| 0–4 \| 40:56 – Isaksson (PS) \| \| \| 0–5 \| 59:39 – Lampson (Forstner, Khuhakaew) \| |             |                                           |                      | Játékvezető: Chae Young-jin Vonalbírók: Miroslav Lhotský Yang Chang-lin |
| 8 perc | Büntetések  | 12 perc                                   |                      | Játékvezető: Chae Young-jin Vonalbírók: Miroslav Lhotský Yang Chang-lin |
| 29 | Lövések     | 40                                        |                      | Játékvezető: Chae Young-jin Vonalbírók: Miroslav Lhotský Yang Chang-lin |
| | 0–1         | 05:30 – Isaksson (Lampson, Kindborn)      |                      | Játékvezető: Chae Young-jin Vonalbírók: Miroslav Lhotský Yang Chang-lin |
| | 0–2         | 08:15 – Kindborn                          |                      | Játékvezető: Chae Young-jin Vonalbírók: Miroslav Lhotský Yang Chang-lin |
| | 0–3         | 20:48 – Lampson (Kindborn, Isaksson) (PP) |                      | Játékvezető: Chae Young-jin Vonalbírók: Miroslav Lhotský Yang Chang-lin |
| | 0–4         | 40:56 – Isaksson (PS)                     |                      |                                                                         |
| | 0–5         | 59:39 – Lampson (Forstner, Khuhakaew)     |                      |                                                                         |

| 2024. március 11. 20:00 | Luxemburg | 3–7 (0–3, 1–2, 2–2) | Kirgizisztán | Gorodskoi Katok, Biskek Nézőszám: 800 |

| Jegyzőkönyv | Jegyzőkönyv     | Jegyzőkönyv                                        | Jegyzőkönyv      | Jegyzőkönyv                                                       |
| --- | --------------- | -------------------------------------------------- | ---------------- | ----------------------------------------------------------------- |
| | Philippe Lepage | Kapusok                                            | Alexander Petrov | Játékvezető: David Gal Vonalbírók: Kang Kyu-seong Vladislav Zotov |
| \| \| 0–1 \| 13:46 – Titov (Seifulov, Ernazar IsamatovIsamatov) \| \| \| 0–2 \| 14:31 – Tonkikh (Egorov, Terentyev) \| \| \| 0–3 \| 17:01 – Seifulov (Isamatov) (SH) \| \| Beran (Church, Cannon) – 28:17 \| 1–3 \| \| \| \| 1–4 \| 33:49 – Bekmuratov (Ismanov) \| \| \| 1–5 \| 36:28 – Seifulov (Kudashev) \| \| \| 1–6 \| 44:05 – Seifulov (Titov) \| \| \| 1–7 \| 49:49 – Mirbekov (Ismanov) (SH) \| \| C. Mossong (Cannon) – 54:01 \| 2–7 \| \| \| Backes (Cannon) (PP) – 56:35 \| 3–7 \| \| |                 |                                                    |                  | Játékvezető: David Gal Vonalbírók: Kang Kyu-seong Vladislav Zotov |
| 8 perc | Büntetések      | 10 perc                                            |                  | Játékvezető: David Gal Vonalbírók: Kang Kyu-seong Vladislav Zotov |
| 32 | Lövések         | 62                                                 |                  | Játékvezető: David Gal Vonalbírók: Kang Kyu-seong Vladislav Zotov |
| | 0–1             | 13:46 – Titov (Seifulov, Ernazar IsamatovIsamatov) |                  | Játékvezető: David Gal Vonalbírók: Kang Kyu-seong Vladislav Zotov |
| | 0–2             | 14:31 – Tonkikh (Egorov, Terentyev)                |                  | Játékvezető: David Gal Vonalbírók: Kang Kyu-seong Vladislav Zotov |
| | 0–3             | 17:01 – Seifulov (Isamatov) (SH)                   |                  | Játékvezető: David Gal Vonalbírók: Kang Kyu-seong Vladislav Zotov |
| Beran (Church, Cannon) – 28:17 | 1–3             |                                                    |                  |                                                                   |
| | 1–4             | 33:49 – Bekmuratov (Ismanov)                       |                  |                                                                   |
| | 1–5             | 36:28 – Seifulov (Kudashev)                        |                  |                                                                   |
| | 1–6             | 44:05 – Seifulov (Titov)                           |                  |                                                                   |
| | 1–7             | 49:49 – Mirbekov (Ismanov) (SH)                    |                  |                                                                   |
| C. Mossong (Cannon) – 54:01 | 2–7             |                                                    |                  |                                                                   |
| Backes (Cannon) (PP) – 56:35 | 3–7             |                                                    |                  |                                                                   |

| 2024. március 13. 14:00 | Mexikó | 4–5 (h.u.) (0–0, 1–1, 3–3) (h.u.: 0–1) | Luxemburg | Gorodskoi Katok, Biskek Nézőszám: 200 |

| Jegyzőkönyv | Jegyzőkönyv    | Jegyzőkönyv                                  | Jegyzőkönyv     | Jegyzőkönyv                                                          |
| --- | -------------- | -------------------------------------------- | --------------- | -------------------------------------------------------------------- |
| | Santiago Gómez | Kapusok                                      | Philippe Lepage | Játékvezető: Ferhat Aygün Vonalbírók: Berkay Aslanbey Yang Chang-lin |
| \| A. Valencia (L. Valencia, Tapia) (PP) – 23:01 \| 1–0 \| \| \| \| 1–1 \| 34:01 – C. Mossong (Backes, Cannon) (PP2) \| \| Esteban (Ayala) – 44:53 \| 2–1 \| \| \| E. Valencia – 45:14 \| 3–1 \| \| \| \| 3–2 \| 47:55 – A. Vincens (C. Mossong, Cannon) (PP) \| \| \| 3–3 \| 49:03 – Backes (C. Mossong) \| \| \| 3–4 \| 50:00 – Church \| \| Tapia (L. Valencia, Rullan) (PP) – 52:51 \| 4–4 \| \| \| \| 4–5 \| 62:27 – Mykkanen (Backes, Cannon) (PP) \| |                |                                              |                 | Játékvezető: Ferhat Aygün Vonalbírók: Berkay Aslanbey Yang Chang-lin |
| 24 perc | Büntetések     | 10 perc                                      |                 | Játékvezető: Ferhat Aygün Vonalbírók: Berkay Aslanbey Yang Chang-lin |
| 31 | Lövések        | 25                                           |                 | Játékvezető: Ferhat Aygün Vonalbírók: Berkay Aslanbey Yang Chang-lin |
| A. Valencia (L. Valencia, Tapia) (PP) – 23:01 | 1–0            |                                              |                 | Játékvezető: Ferhat Aygün Vonalbírók: Berkay Aslanbey Yang Chang-lin |
| | 1–1            | 34:01 – C. Mossong (Backes, Cannon) (PP2)    |                 | Játékvezető: Ferhat Aygün Vonalbírók: Berkay Aslanbey Yang Chang-lin |
| Esteban (Ayala) – 44:53 | 2–1            |                                              |                 | Játékvezető: Ferhat Aygün Vonalbírók: Berkay Aslanbey Yang Chang-lin |
| E. Valencia – 45:14 | 3–1            |                                              |                 |                                                                      |
| | 3–2            | 47:55 – A. Vincens (C. Mossong, Cannon) (PP) |                 |                                                                      |
| | 3–3            | 49:03 – Backes (C. Mossong)                  |                 |                                                                      |
| | 3–4            | 50:00 – Church                               |                 |                                                                      |
| Tapia (L. Valencia, Rullan) (PP) – 52:51 | 4–4            |                                              |                 |                                                                      |
| | 4–5            | 62:27 – Mykkanen (Backes, Cannon) (PP)       |                 |                                                                      |

| 2024. március 13. 17:00 | Dél-afrikai Köztársaság | 1–5 (0–2, 0–2, 1–1) | Thaiföld | Gorodskoi Katok, Biskek Nézőszám: 200 |

| Jegyzőkönyv | Jegyzőkönyv           | Jegyzőkönyv                                | Jegyzőkönyv          | Jegyzőkönyv                                                        |
| --- | --------------------- | ------------------------------------------ | -------------------- | ------------------------------------------------------------------ |
| | Ryan Boyd Ivan Muller | Kapusok                                    | Benjamin Kleineschay | Játékvezető: David Gal Vonalbírók: Kang Kyu-seong Miroslav Lhotský |
| \| \| 0–1 \| 00:27 – Isaksson (Forstner, Lampson) \| \| \| 0–2 \| 04:38 – Kitayama (Suwachirat, Khuhakaew) \| \| \| 0–3 \| 28:37 – Kitayama (Isaksson) \| \| \| 0–4 \| 32:17 – Kitayama (Lampson, Isaksson) (PP2) \| \| \| 0–5 \| 40:28 – Isaksson (Forstner, Lampson) \| \| Magmoed (Samaai) – 44:28 \| 1–5 \| \| |                       |                                            |                      | Játékvezető: David Gal Vonalbírók: Kang Kyu-seong Miroslav Lhotský |
| 16 perc | Büntetések            | 12 perc                                    |                      | Játékvezető: David Gal Vonalbírók: Kang Kyu-seong Miroslav Lhotský |
| 24 | Lövések               | 46                                         |                      | Játékvezető: David Gal Vonalbírók: Kang Kyu-seong Miroslav Lhotský |
| | 0–1                   | 00:27 – Isaksson (Forstner, Lampson)       |                      | Játékvezető: David Gal Vonalbírók: Kang Kyu-seong Miroslav Lhotský |
| | 0–2                   | 04:38 – Kitayama (Suwachirat, Khuhakaew)   |                      | Játékvezető: David Gal Vonalbírók: Kang Kyu-seong Miroslav Lhotský |
| | 0–3                   | 28:37 – Kitayama (Isaksson)                |                      | Játékvezető: David Gal Vonalbírók: Kang Kyu-seong Miroslav Lhotský |
| | 0–4                   | 32:17 – Kitayama (Lampson, Isaksson) (PP2) |                      |                                                                    |
| | 0–5                   | 40:28 – Isaksson (Forstner, Lampson)       |                      |                                                                    |
| Magmoed (Samaai) – 44:28 | 1–5                   |                                            |                      |                                                                    |

| 2024. március 13. 20:00 | Türkmenisztán | 5–7 (1–2, 2–2, 2–3) | Kirgizisztán | Gorodskoi Katok, Biskek Nézőszám: 950 |

| Jegyzőkönyv | Jegyzőkönyv                     | Jegyzőkönyv                           | Jegyzőkönyv      | Jegyzőkönyv                                                                  |
| --- | ------------------------------- | ------------------------------------- | ---------------- | ---------------------------------------------------------------------------- |
| | Keremli Charyyev Rahman Myradov | Kapusok                               | Alexander Petrov | Játékvezető: Konstantin Chubenko Vonalbírók: Tornike Kuchava Vladislav Zotov |
| \| Barkovskiy (Vahovskiy) – 10:31 \| 1–0 \| \| \| \| 1–1 \| 14:26 – Tonkikh (Chuvalov, Egorov) \| \| \| 1–2 \| 17:52 – Kudashev (Titov, Seifulov) \| \| \| 1–3 \| 30:00 – Egorov (Seifulov, Nosov) (PP) \| \| Baymyradov (Kakajanov) (PP) – 31:58 \| 2–3 \| \| \| \| 2–4 \| 35:58 – Seifulov (Abdyraev, Titov) \| \| Bayjayev (Dovletmyradov, Kakabayev) – 39:28 \| 3–4 \| \| \| \| 3–5 \| 47:15 – Nosov (Seifulov) \| \| Nuryyev – 50:23 \| 4–5 \| \| \| \| 4–6 \| 55:45 – Nosov (Titov, Isamatov) (PP) \| \| Vahovskiy (Bayhanov, Gurbanov) (PP) – 57:34 \| 5–6 \| \| \| \| 5–7 \| 57:45 – Seifulov (Titov) \| |                                 |                                       |                  | Játékvezető: Konstantin Chubenko Vonalbírók: Tornike Kuchava Vladislav Zotov |
| 14 perc | Büntetések                      | 18 perc                               |                  | Játékvezető: Konstantin Chubenko Vonalbírók: Tornike Kuchava Vladislav Zotov |
| 19 | Lövések                         | 58                                    |                  | Játékvezető: Konstantin Chubenko Vonalbírók: Tornike Kuchava Vladislav Zotov |
| Barkovskiy (Vahovskiy) – 10:31 | 1–0                             |                                       |                  | Játékvezető: Konstantin Chubenko Vonalbírók: Tornike Kuchava Vladislav Zotov |
| | 1–1                             | 14:26 – Tonkikh (Chuvalov, Egorov)    |                  | Játékvezető: Konstantin Chubenko Vonalbírók: Tornike Kuchava Vladislav Zotov |
| | 1–2                             | 17:52 – Kudashev (Titov, Seifulov)    |                  | Játékvezető: Konstantin Chubenko Vonalbírók: Tornike Kuchava Vladislav Zotov |
| | 1–3                             | 30:00 – Egorov (Seifulov, Nosov) (PP) |                  |                                                                              |
| Baymyradov (Kakajanov) (PP) – 31:58 | 2–3                             |                                       |                  |                                                                              |
| | 2–4                             | 35:58 – Seifulov (Abdyraev, Titov)    |                  |                                                                              |
| Bayjayev (Dovletmyradov, Kakabayev) – 39:28 | 3–4                             |                                       |                  |                                                                              |
| | 3–5                             | 47:15 – Nosov (Seifulov)              |                  |                                                                              |
| Nuryyev – 50:23 | 4–5                             |                                       |                  |                                                                              |
| | 4–6                             | 55:45 – Nosov (Titov, Isamatov) (PP)  |                  |                                                                              |
| Vahovskiy (Bayhanov, Gurbanov) (PP) – 57:34 | 5–6                             |                                       |                  |                                                                              |
| | 5–7                             | 57:45 – Seifulov (Titov)              |                  |                                                                              |

| 2024. március 14. 14:00 | Luxemburg | 4–2 (2–1, 2–1, 0–0) | Dél-afrikai Köztársaság | Gorodskoi Katok, Biskek Nézőszám: 200 |

| Jegyzőkönyv | Jegyzőkönyv     | Jegyzőkönyv               | Jegyzőkönyv | Jegyzőkönyv                                                              |
| --- | --------------- | ------------------------- | ----------- | ------------------------------------------------------------------------ |
| | Philippe Lepage | Kapusok                   | Ivan Muller | Játékvezető: Chae Young-jin Vonalbírók: Sindri Gunnarsson Kang Kyu-seong |
| \| Nunes – 04:47 \| 1–0 \| \| \| \| 1–1 \| 08:53 – Magmoed (Saaiman) \| \| C. Mossong (Cannon, Backes) (PP) – 10:18 \| 2–1 \| \| \| A. Vincens (N. Mossong) – 21:38 \| 3–1 \| \| \| \| 3–2 \| 28:07 – Samaai \| \| Lasis (De. Mededovic, Beran) – 37:38 \| 4–2 \| \| |                 |                           |             | Játékvezető: Chae Young-jin Vonalbírók: Sindri Gunnarsson Kang Kyu-seong |
| 8 perc | Büntetések      | 6 perc                    |             | Játékvezető: Chae Young-jin Vonalbírók: Sindri Gunnarsson Kang Kyu-seong |
| 29 | Lövések         | 29                        |             | Játékvezető: Chae Young-jin Vonalbírók: Sindri Gunnarsson Kang Kyu-seong |
| Nunes – 04:47 | 1–0             |                           |             | Játékvezető: Chae Young-jin Vonalbírók: Sindri Gunnarsson Kang Kyu-seong |
| | 1–1             | 08:53 – Magmoed (Saaiman) |             | Játékvezető: Chae Young-jin Vonalbírók: Sindri Gunnarsson Kang Kyu-seong |
| C. Mossong (Cannon, Backes) (PP) – 10:18 | 2–1             |                           |             | Játékvezető: Chae Young-jin Vonalbírók: Sindri Gunnarsson Kang Kyu-seong |
| A. Vincens (N. Mossong) – 21:38 | 3–1             |                           |             |                                                                          |
| | 3–2             | 28:07 – Samaai            |             |                                                                          |
| Lasis (De. Mededovic, Beran) – 37:38 | 4–2             |                           |             |                                                                          |

| 2024. március 14. 17:00 | Thaiföld | 13–3 (3–2, 6–0, 4–1) | Türkmenisztán | Gorodskoi Katok, Biskek Nézőszám: 300 |

| Jegyzőkönyv | Jegyzőkönyv          | Jegyzőkönyv                                | Jegyzőkönyv                     | Jegyzőkönyv                                                                  |
| --- | -------------------- | ------------------------------------------ | ------------------------------- | ---------------------------------------------------------------------------- |
| | Benjamin Kleineschay | Kapusok                                    | Keremli Charyyev Rahman Myradov | Játékvezető: Konstantin Chubenko Vonalbírók: Berkay Aslanbey Tornike Kuchava |
| \| \| 0–1 \| 04:50 – Esenov (Annasaparov, Nuryyev) (PP) \| \| \| 0–2 \| 06:14 – Esenov (Annasaparov, Nuryyev) (PP) \| \| Khuhakaew (Lampson) – 08:41 \| 1–2 \| \| \| Kindorn (Sutivijitho) – 09:19 \| 2–2 \| \| \| Lampson (Kindborn, Kitayama) (PP) – 11:18 \| 3–2 \| \| \| Kitayama (Lampson, Thanakroekkiat) – 22:03 \| 4–2 \| \| \| Lampson (Kindborn) – 24:48 \| 5–2 \| \| \| Isaksson (Lampson, Thanakroekkiat) (PP) – 31:51 \| 6–2 \| \| \| Thanakroekkiat (Isaksson, Kindborn) (PP2) – 35:32 \| 7–2 \| \| \| Forstner (Khuhakaew, Vatanapanyakul) – 36:33 \| 8–2 \| \| \| Hongswadhi (Lampson, Forstner) – 39:05 \| 9–2 \| \| \| Isaksson (Thanakroekkiat, Kindborn) (PP) – 41:15 \| 10–2 \| \| \| Khuhakaew – 45:00 \| 11–2 \| \| \| Lampson (Isaksson, Kitayama) – 50:54 \| 12–2 \| \| \| \| 12–3 \| 51:25 – Baymyradov (Nuryyev, Kakajanov) \| \| Isaksson (Kitayama, Thanakroekkiat) – 58:25 \| 13–3 \| \| |                      |                                            |                                 | Játékvezető: Konstantin Chubenko Vonalbírók: Berkay Aslanbey Tornike Kuchava |
| 15 perc | Büntetések           | 45 perc                                    |                                 | Játékvezető: Konstantin Chubenko Vonalbírók: Berkay Aslanbey Tornike Kuchava |
| 37 | Lövések              | 31                                         |                                 | Játékvezető: Konstantin Chubenko Vonalbírók: Berkay Aslanbey Tornike Kuchava |
| | 0–1                  | 04:50 – Esenov (Annasaparov, Nuryyev) (PP) |                                 | Játékvezető: Konstantin Chubenko Vonalbírók: Berkay Aslanbey Tornike Kuchava |
| | 0–2                  | 06:14 – Esenov (Annasaparov, Nuryyev) (PP) |                                 | Játékvezető: Konstantin Chubenko Vonalbírók: Berkay Aslanbey Tornike Kuchava |
| Khuhakaew (Lampson) – 08:41 | 1–2                  |                                            |                                 | Játékvezető: Konstantin Chubenko Vonalbírók: Berkay Aslanbey Tornike Kuchava |
| Kindorn (Sutivijitho) – 09:19 | 2–2                  |                                            |                                 |                                                                              |
| Lampson (Kindborn, Kitayama) (PP) – 11:18 | 3–2                  |                                            |                                 |                                                                              |
| Kitayama (Lampson, Thanakroekkiat) – 22:03 | 4–2                  |                                            |                                 |                                                                              |
| Lampson (Kindborn) – 24:48 | 5–2                  |                                            |                                 |                                                                              |
| Isaksson (Lampson, Thanakroekkiat) (PP) – 31:51 | 6–2                  |                                            |                                 |                                                                              |
| Thanakroekkiat (Isaksson, Kindborn) (PP2) – 35:32 | 7–2                  |                                            |                                 |                                                                              |
| Forstner (Khuhakaew, Vatanapanyakul) – 36:33 | 8–2                  |                                            |                                 |                                                                              |
| Hongswadhi (Lampson, Forstner) – 39:05 | 9–2                  |                                            |                                 |                                                                              |
| Isaksson (Thanakroekkiat, Kindborn) (PP) – 41:15 | 10–2                 |                                            |                                 |                                                                              |
| Khuhakaew – 45:00 | 11–2                 |                                            |                                 |                                                                              |
| Lampson (Isaksson, Kitayama) – 50:54 | 12–2                 |                                            |                                 |                                                                              |
| | 12–3                 | 51:25 – Baymyradov (Nuryyev, Kakajanov)    |                                 |                                                                              |
| Isaksson (Kitayama, Thanakroekkiat) – 58:25 | 13–3                 |                                            |                                 |                                                                              |

| 2024. március 14. 20:00 | Kirgizisztán | 9–4 (4–1, 3–2, 2–1) | Mexikó | Gorodskoi Katok, Biskek Nézőszám: 400 |

| Jegyzőkönyv | Jegyzőkönyv        | Jegyzőkönyv                                   | Jegyzőkönyv                | Jegyzőkönyv                                                       |
| --- | ------------------ | --------------------------------------------- | -------------------------- | ----------------------------------------------------------------- |
| | Arslan Maraimbekov | Kapusok                                       | Tomas Payro Santiago Gómez | Játékvezető: David Gal Vonalbírók: Yang Chang-lin Vladislav Zotov |
| \| Nosov (Chuvalov, Tonkikh) – 01:05 \| 1–0 \| \| \| Seifulov (Titov) – 05:07 \| 2–0 \| \| \| Abdyraev (Isamatov) (PP) – 08:14 \| 3–0 \| \| \| \| 3–1 \| 09:28 – L. Valencia (A. Valencia, Apud) (PP) \| \| Seifulov (SH) – 13:06 \| 4–1 \| \| \| Chuvalov (Tonkikh, Egorov) (SH) – 23:40 \| 5–1 \| \| \| \| 5–2 \| 28:28 – Tapia (A. Valencia, L. Valencia) (PP) \| \| Mirbekov (Ismanov, Bekmuratov) – 33:46 \| 6–2 \| \| \| Chuvalov (Tonkikh, Egorov) – 34:05 \| 7–2 \| \| \| \| 7–3 \| 38:21 – Apud (Tapia, Rullan) (PP) \| \| Seifulov (Abdyraev, Titov) – 48:01 \| 8–3 \| \| \| \| 8–4 \| 54:46 – Tapia (A. Valencia, Apud) (PP) \| \| Ismanov (Seifulov) (SH) – 56:34 \| 9–4 \| \| |                    |                                               |                            | Játékvezető: David Gal Vonalbírók: Yang Chang-lin Vladislav Zotov |
| 22 perc | Büntetések         | 10 perc                                       |                            | Játékvezető: David Gal Vonalbírók: Yang Chang-lin Vladislav Zotov |
| 44 | Lövések            | 20                                            |                            | Játékvezető: David Gal Vonalbírók: Yang Chang-lin Vladislav Zotov |
| Nosov (Chuvalov, Tonkikh) – 01:05 | 1–0                |                                               |                            | Játékvezető: David Gal Vonalbírók: Yang Chang-lin Vladislav Zotov |
| Seifulov (Titov) – 05:07 | 2–0                |                                               |                            | Játékvezető: David Gal Vonalbírók: Yang Chang-lin Vladislav Zotov |
| Abdyraev (Isamatov) (PP) – 08:14 | 3–0                |                                               |                            | Játékvezető: David Gal Vonalbírók: Yang Chang-lin Vladislav Zotov |
| | 3–1                | 09:28 – L. Valencia (A. Valencia, Apud) (PP)  |                            |                                                                   |
| Seifulov (SH) – 13:06 | 4–1                |                                               |                            |                                                                   |
| Chuvalov (Tonkikh, Egorov) (SH) – 23:40 | 5–1                |                                               |                            |                                                                   |
| | 5–2                | 28:28 – Tapia (A. Valencia, L. Valencia) (PP) |                            |                                                                   |
| Mirbekov (Ismanov, Bekmuratov) – 33:46 | 6–2                |                                               |                            |                                                                   |
| Chuvalov (Tonkikh, Egorov) – 34:05 | 7–2                |                                               |                            |                                                                   |
| | 7–3                | 38:21 – Apud (Tapia, Rullan) (PP)             |                            |                                                                   |
| Seifulov (Abdyraev, Titov) – 48:01 | 8–3                |                                               |                            |                                                                   |
| | 8–4                | 54:46 – Tapia (A. Valencia, Apud) (PP)        |                            |                                                                   |
| Ismanov (Seifulov) (SH) – 56:34 | 9–4                |                                               |                            |                                                                   |

| 2024. március 16. 14:00 | Thaiföld | 6–1 (3–1, 2–0, 1–0) | Luxemburg | Gorodskoi Katok, Biskek Nézőszám: 200 |

| Jegyzőkönyv | Jegyzőkönyv          | Jegyzőkönyv                            | Jegyzőkönyv     | Jegyzőkönyv                                                                   |
| --- | -------------------- | -------------------------------------- | --------------- | ----------------------------------------------------------------------------- |
| | Benjamin Kleineschay | Kapusok                                | Philippe Lepage | Játékvezető: Konstantin Chubenk Vonalbírók: Sindri Gunnarsson Vladislav Zotov |
| \| Lampson (Kindborn, Isaksson) – 12:15 \| 1–0 \| \| \| \| 1–1 \| 16:50 – Mykkanen (Backes, Church) (PP) \| \| Isaksson (Lampson) – 17:51 \| 2–1 \| \| \| Lampson (Limpinphet, Isaksson) – 19:33 \| 3–1 \| \| \| Kitayama (Isaksson, Kindborn) (PP) – 25:59 \| 4–1 \| \| \| Lampson (Suwachirat) – 27:45 \| 5–1 \| \| \| Suwachirat (Limpinphet, Kindborn) – 43:10 \| 6–1 \| \| |                      |                                        |                 | Játékvezető: Konstantin Chubenk Vonalbírók: Sindri Gunnarsson Vladislav Zotov |
| 8 perc | Büntetések           | 10 perc                                |                 | Játékvezető: Konstantin Chubenk Vonalbírók: Sindri Gunnarsson Vladislav Zotov |
| 38 | Lövések              | 27                                     |                 | Játékvezető: Konstantin Chubenk Vonalbírók: Sindri Gunnarsson Vladislav Zotov |
| Lampson (Kindborn, Isaksson) – 12:15 | 1–0                  |                                        |                 | Játékvezető: Konstantin Chubenk Vonalbírók: Sindri Gunnarsson Vladislav Zotov |
| | 1–1                  | 16:50 – Mykkanen (Backes, Church) (PP) |                 | Játékvezető: Konstantin Chubenk Vonalbírók: Sindri Gunnarsson Vladislav Zotov |
| Isaksson (Lampson) – 17:51 | 2–1                  |                                        |                 | Játékvezető: Konstantin Chubenk Vonalbírók: Sindri Gunnarsson Vladislav Zotov |
| Lampson (Limpinphet, Isaksson) – 19:33 | 3–1                  |                                        |                 |                                                                               |
| Kitayama (Isaksson, Kindborn) (PP) – 25:59 | 4–1                  |                                        |                 |                                                                               |
| Lampson (Suwachirat) – 27:45 | 5–1                  |                                        |                 |                                                                               |
| Suwachirat (Limpinphet, Kindborn) – 43:10 | 6–1                  |                                        |                 |                                                                               |

| 2024. március 16. 17:00 | Mexikó | 4–8 (1–3, 2–4, 1–1) | Türkmenisztán | Gorodskoi Katok, Biskek Nézőszám: 400 |

| Jegyzőkönyv | Jegyzőkönyv                | Jegyzőkönyv                                      | Jegyzőkönyv      | Jegyzőkönyv                                                              |
| --- | -------------------------- | ------------------------------------------------ | ---------------- | ------------------------------------------------------------------------ |
| | Santiago Gómez Tomas Payro | Kapusok                                          | Keremli Charyyev | Játékvezető: Chae Young-jin Vonalbírók: Berkay Aslanbey Miroslav Lhotský |
| \| Apud (Tapia) (SH) – 04:29 \| 1–0 \| \| \| \| 1–1 \| 11:02 – Dovletmyradov (Bayjayev, Nuryyev) (PP) \| \| \| 1–2 \| 14:16 – Vahovskiy (Hydyrov, Annasaparov) \| \| \| 1–3 \| 17:59 – Baymyradov (Esenov, Annasaparov) \| \| \| 1–4 \| 20:34 – Dovletmyradov (Barkovskiy, Geldimyradov) \| \| \| 1–5 \| 22:42 – Vahovskiy (Kakabayev, Bayjayev) (PP) \| \| \| 1–6 \| 25:39 – Baymyradov (Nuryyev) (SH) \| \| A. Valencia (Rullan, Chávez) (PP) – 27:24 \| 2–6 \| \| \| \| 2–7 \| 28:17 – Nuryyev (Kakajanov, Geldimyradov) \| \| Esteban (Rullan) – 34:05 \| 3–7 \| \| \| Rullan (PP) – 48:24 \| 4–7 \| \| \| \| 4–8 \| 58:02 – Nuryyev (Baymyradov) (PP) \| |                            |                                                  |                  | Játékvezető: Chae Young-jin Vonalbírók: Berkay Aslanbey Miroslav Lhotský |
| 43 perc | Büntetések                 | 67 perc                                          |                  | Játékvezető: Chae Young-jin Vonalbírók: Berkay Aslanbey Miroslav Lhotský |
| 30 | Lövések                    | 20                                               |                  | Játékvezető: Chae Young-jin Vonalbírók: Berkay Aslanbey Miroslav Lhotský |
| Apud (Tapia) (SH) – 04:29 | 1–0                        |                                                  |                  | Játékvezető: Chae Young-jin Vonalbírók: Berkay Aslanbey Miroslav Lhotský |
| | 1–1                        | 11:02 – Dovletmyradov (Bayjayev, Nuryyev) (PP)   |                  | Játékvezető: Chae Young-jin Vonalbírók: Berkay Aslanbey Miroslav Lhotský |
| | 1–2                        | 14:16 – Vahovskiy (Hydyrov, Annasaparov)         |                  | Játékvezető: Chae Young-jin Vonalbírók: Berkay Aslanbey Miroslav Lhotský |
| | 1–3                        | 17:59 – Baymyradov (Esenov, Annasaparov)         |                  |                                                                          |
| | 1–4                        | 20:34 – Dovletmyradov (Barkovskiy, Geldimyradov) |                  |                                                                          |
| | 1–5                        | 22:42 – Vahovskiy (Kakabayev, Bayjayev) (PP)     |                  |                                                                          |
| | 1–6                        | 25:39 – Baymyradov (Nuryyev) (SH)                |                  |                                                                          |
| A. Valencia (Rullan, Chávez) (PP) – 27:24 | 2–6                        |                                                  |                  |                                                                          |
| | 2–7                        | 28:17 – Nuryyev (Kakajanov, Geldimyradov)        |                  |                                                                          |
| Esteban (Rullan) – 34:05 | 3–7                        |                                                  |                  |                                                                          |
| Rullan (PP) – 48:24 | 4–7                        |                                                  |                  |                                                                          |
| | 4–8                        | 58:02 – Nuryyev (Baymyradov) (PP)                |                  |                                                                          |

| 2024. március 16. 20:00 | Dél-afrikai Köztársaság | 1–10 (0–4, 1–5, 0–1) | Kirgizisztán | Gorodskoi Katok, Biskek Nézőszám: 1000 |

| Jegyzőkönyv | Jegyzőkönyv | Jegyzőkönyv                                | Jegyzőkönyv        | Jegyzőkönyv                                                       |
| --- | ----------- | ------------------------------------------ | ------------------ | ----------------------------------------------------------------- |
| | Ryan Boyd   | Kapusok                                    | Arslan Maraimbekov | Játékvezető: David Gal Vonalbírók: Tornike Kuchava Yang Chang-lin |
| \| \| 0–1 \| 02:30 – Egorov (Tonkikh) \| \| \| 0–2 \| 05:07 – Seifulov (Isamatov, Abdyraev) (PP) \| \| \| 0–3 \| 08:22 – Kudashev (Chuvalov, Nosov) \| \| \| 0–4 \| 17:48 – Sapitov (Ismanov, Mirbekov) \| \| Magmoed (Giot, Carelse) (PP) – 30:02 \| 1–4 \| \| \| \| 1–5 \| 30:29 – Seifulov (Abdyraev) \| \| \| 1–6 \| 32:52 – Chuvalov (Egorov) \| \| \| 1–7 \| 34:31 – Titov (Egorov, Seifulov) \| \| \| 1–8 \| 37:35 – Chuvalov (Tonkikh, Egorov) \| \| \| 1–9 \| 39:44 – Chuvalov (Egorov) (PP) \| \| \| 1–10 \| 46:55 – Titov (Seifulov, Mirbekov) \| |             |                                            |                    | Játékvezető: David Gal Vonalbírók: Tornike Kuchava Yang Chang-lin |
| 8 perc | Büntetések  | 6 perc                                     |                    | Játékvezető: David Gal Vonalbírók: Tornike Kuchava Yang Chang-lin |
| 19 | Lövések     | 56                                         |                    | Játékvezető: David Gal Vonalbírók: Tornike Kuchava Yang Chang-lin |
| | 0–1         | 02:30 – Egorov (Tonkikh)                   |                    | Játékvezető: David Gal Vonalbírók: Tornike Kuchava Yang Chang-lin |
| | 0–2         | 05:07 – Seifulov (Isamatov, Abdyraev) (PP) |                    | Játékvezető: David Gal Vonalbírók: Tornike Kuchava Yang Chang-lin |
| | 0–3         | 08:22 – Kudashev (Chuvalov, Nosov)         |                    | Játékvezető: David Gal Vonalbírók: Tornike Kuchava Yang Chang-lin |
| | 0–4         | 17:48 – Sapitov (Ismanov, Mirbekov)        |                    |                                                                   |
| Magmoed (Giot, Carelse) (PP) – 30:02 | 1–4         |                                            |                    |                                                                   |
| | 1–5         | 30:29 – Seifulov (Abdyraev)                |                    |                                                                   |
| | 1–6         | 32:52 – Chuvalov (Egorov)                  |                    |                                                                   |
| | 1–7         | 34:31 – Titov (Egorov, Seifulov)           |                    |                                                                   |
| | 1–8         | 37:35 – Chuvalov (Tonkikh, Egorov)         |                    |                                                                   |
| | 1–9         | 39:44 – Chuvalov (Egorov) (PP)             |                    |                                                                   |
| | 1–10        | 46:55 – Titov (Seifulov, Mirbekov)         |                    |                                                                   |

## B csoport

### Résztvevők
| Csapat              | Kvalifikáció                                     |
| ------------------- | ------------------------------------------------ |
| Észak-Korea         | Előző évben visszalépett és lesorolták.          |
| Bosznia-Hercegovina | Rendező, a 2023-as divízió III/B 2. helyezettje. |
| Hongkong            | A 2023-as divízió III/B 3. helyezettje.          |
| Szingapúr           | A 2023-as divízió III/B 4. helyezettje.          |
| Irán                | A 2023-as divízió III/B 5. helyezettje.          |
| Fülöp-szigetek      | A 2023-as divízió IV 1. helyezettje, feljutott.  |

### Tabella
| Hely. | Csapat                  | M | Gy | HGy | HV | V | G+ | G– | Gk  | P  | Feljutás vagy kiesés         |
| ----- | ----------------------- | - | -- | --- | -- | - | -- | -- | --- | -- | ---------------------------- |
| 1.    | Bosznia-Hercegovina (R) | 5 | 4  | 0   | 1  | 0 | 25 | 11 | +14 | 13 | Feljutott a divízió III A-ba |
| 2.    | Észak-Korea             | 5 | 4  | 0   | 0  | 1 | 38 | 22 | +16 | 12 |                              |
| 3.    | Hongkong                | 5 | 3  | 1   | 0  | 1 | 40 | 24 | +16 | 11 |                              |
| 4.    | Fülöp-szigetek          | 5 | 2  | 0   | 0  | 3 | 30 | 30 | 0   | 6  |                              |
| 5.    | Szingapúr               | 5 | 1  | 0   | 0  | 4 | 20 | 35 | −15 | 3  |                              |
| 6.    | Irán                    | 5 | 0  | 0   | 0  | 5 | 14 | 45 | −31 | 0  | Kiesett a divízió IV-be      |

### Mérkőzések
A mérkőzések kezdési időpontjai helyi idő szerint (UTC+1) értendők.
| 2024. február 23. 13:00 | Hongkong | 8–10 (3–1, 3–4, 2–5) | Észak-Korea | Skenderija, Szarajevó Nézőszám: 120 |

| Jegyzőkönyv | Jegyzőkönyv   | Jegyzőkönyv                | Jegyzőkönyv             | Jegyzőkönyv                                                          |
| --- | ------------- | -------------------------- | ----------------------- | -------------------------------------------------------------------- |
| | Emerson Keung | Kapusok                    | Jo Kwang-su Ri Song-gun | Játékvezető: Serkan Kocakara Vonalbírók: Richard Button Emilio Gómez |
| \| \| 0–1 \| 12:44 – Pak C. (SH2) \| \| Chu (PP) – 13:28 \| 1–1 \| \| \| Shum (PP) – 13:50 \| 2–1 \| \| \| Ngan (Sham) – 14:50 \| 3–1 \| \| \| Chu – 21:10 \| 4–1 \| \| \| Shum (Chu) – 24:45 \| 5–1 \| \| \| \| 5–2 \| 25:37 – Hong (Kim H.) \| \| \| 5–3 \| 26:57 – Kang (Ryu J.) \| \| \| 5–4 \| 31:34 – Kim I. \| \| \| 5–5 \| 32:43 – Pak C. (Hong) \| \| J. Cheng (L. Wong, Chau) – 38:31 \| 6–5 \| \| \| \| 6–6 \| 40:24 – Hong (Kim C.) (SH) \| \| \| 6–7 \| 45:34 – Hong (Pak C.) \| \| M. Hsu (Sham) – 45:34 \| 7–7 \| \| \| \| 7–8 \| 49:31 – Kang (Choe) \| \| J. Cheng (Chu, Law) – 50:05 \| 8–8 \| \| \| \| 8–9 \| 53:16 – Hong (Kim H.) \| \| \| 8–10 \| 59:36 – Pak C. (Hong) (EN) \| |               |                            |                         | Játékvezető: Serkan Kocakara Vonalbírók: Richard Button Emilio Gómez |
| 8 perc | Büntetések    | 10 perc                    |                         | Játékvezető: Serkan Kocakara Vonalbírók: Richard Button Emilio Gómez |
| 32 | Lövések       | 35                         |                         | Játékvezető: Serkan Kocakara Vonalbírók: Richard Button Emilio Gómez |
| | 0–1           | 12:44 – Pak C. (SH2)       |                         | Játékvezető: Serkan Kocakara Vonalbírók: Richard Button Emilio Gómez |
| Chu (PP) – 13:28 | 1–1           |                            |                         | Játékvezető: Serkan Kocakara Vonalbírók: Richard Button Emilio Gómez |
| Shum (PP) – 13:50 | 2–1           |                            |                         | Játékvezető: Serkan Kocakara Vonalbírók: Richard Button Emilio Gómez |
| Ngan (Sham) – 14:50 | 3–1           |                            |                         |                                                                      |
| Chu – 21:10 | 4–1           |                            |                         |                                                                      |
| Shum (Chu) – 24:45 | 5–1           |                            |                         |                                                                      |
| | 5–2           | 25:37 – Hong (Kim H.)      |                         |                                                                      |
| | 5–3           | 26:57 – Kang (Ryu J.)      |                         |                                                                      |
| | 5–4           | 31:34 – Kim I.             |                         |                                                                      |
| | 5–5           | 32:43 – Pak C. (Hong)      |                         |                                                                      |
| J. Cheng (L. Wong, Chau) – 38:31 | 6–5           |                            |                         |                                                                      |
| | 6–6           | 40:24 – Hong (Kim C.) (SH) |                         |                                                                      |
| | 6–7           | 45:34 – Hong (Pak C.)      |                         |                                                                      |
| M. Hsu (Sham) – 45:34 | 7–7           |                            |                         |                                                                      |
| | 7–8           | 49:31 – Kang (Choe)        |                         |                                                                      |
| J. Cheng (Chu, Law) – 50:05 | 8–8           |                            |                         |                                                                      |
| | 8–9           | 53:16 – Hong (Kim H.)      |                         |                                                                      |
| | 8–10          | 59:36 – Pak C. (Hong) (EN) |                         |                                                                      |

| 2024. február 23. 16:30 | Fülöp-szigetek | 6–3 (0–0, 2–2, 4–1) | Szingapúr | Skenderija, Szarajevó Nézőszám: 50 |

| Jegyzőkönyv | Jegyzőkönyv    | Jegyzőkönyv                 | Jegyzőkönyv  | Jegyzőkönyv                                                      |
| --- | -------------- | --------------------------- | ------------ | ---------------------------------------------------------------- |
| | Paolo Spafford | Kapusok                     | Liam Blakney | Játékvezető: Kenji Kosaka Vonalbírók: Chan Ka Hei Brian Kallesen |
| \| Billones (Regencia, Füglister) (PP) – 23:55 \| 1–0 \| \| \| \| 1–1 \| 24:32 – Lee (Kodrowski) \| \| Billones – 26:18 \| 2–1 \| \| \| \| 2–2 \| 37:50 – E. Redden (O'Brien) \| \| Sze (Füglister) – 45:16 \| 3–2 \| \| \| Regencia (Füglister) – 47:39 \| 4–2 \| \| \| \| 4–3 \| 48:02 – Kelly (Chan, Gao) \| \| Sibug (Füglister) (PP) – 56:11 \| 5–3 \| \| \| Regencia (Billones) – 57:01 \| 6–3 \| \| |                |                             |              | Játékvezető: Kenji Kosaka Vonalbírók: Chan Ka Hei Brian Kallesen |
| 10 perc | Büntetések     | 8 perc                      |              | Játékvezető: Kenji Kosaka Vonalbírók: Chan Ka Hei Brian Kallesen |
| 38 | Lövések        | 29                          |              | Játékvezető: Kenji Kosaka Vonalbírók: Chan Ka Hei Brian Kallesen |
| Billones (Regencia, Füglister) (PP) – 23:55 | 1–0            |                             |              | Játékvezető: Kenji Kosaka Vonalbírók: Chan Ka Hei Brian Kallesen |
| | 1–1            | 24:32 – Lee (Kodrowski)     |              | Játékvezető: Kenji Kosaka Vonalbírók: Chan Ka Hei Brian Kallesen |
| Billones – 26:18 | 2–1            |                             |              | Játékvezető: Kenji Kosaka Vonalbírók: Chan Ka Hei Brian Kallesen |
| | 2–2            | 37:50 – E. Redden (O'Brien) |              |                                                                  |
| Sze (Füglister) – 45:16 | 3–2            |                             |              |                                                                  |
| Regencia (Füglister) – 47:39 | 4–2            |                             |              |                                                                  |
| | 4–3            | 48:02 – Kelly (Chan, Gao)   |              |                                                                  |
| Sibug (Füglister) (PP) – 56:11 | 5–3            |                             |              |                                                                  |
| Regencia (Billones) – 57:01 | 6–3            |                             |              |                                                                  |

| 2024. február 23. 20:00 | Bosznia-Hercegovina | 3–0 (1–0, 2–0, 0–0) | Irán | Skenderija, Szarajevó Nézőszám: 750 |

| Jegyzőkönyv | Jegyzőkönyv  | Jegyzőkönyv | Jegyzőkönyv      | Jegyzőkönyv                                                  |
| --- | ------------ | ----------- | ---------------- | ------------------------------------------------------------ |
| | Dino Pašović | Kapusok     | Reza Poorhashemi | Játékvezető: Alex Lazzeri Vonalbírók: Toms Mencis Denis Menz |
| \| Filipović (Viđen) – 08:15 \| 1–0 \| \| \| Miškić (Omer, Vučinić) – 32:56 \| 2–0 \| \| \| Gaković (Miškić) (EA) – 33:38 \| 3–0 \| \| |              |             |                  | Játékvezető: Alex Lazzeri Vonalbírók: Toms Mencis Denis Menz |
| 14 perc | Büntetések   | 8 perc      |                  | Játékvezető: Alex Lazzeri Vonalbírók: Toms Mencis Denis Menz |
| 48 | Lövések      | 23          |                  | Játékvezető: Alex Lazzeri Vonalbírók: Toms Mencis Denis Menz |
| Filipović (Viđen) – 08:15 | 1–0          |             |                  | Játékvezető: Alex Lazzeri Vonalbírók: Toms Mencis Denis Menz |
| Miškić (Omer, Vučinić) – 32:56 | 2–0          |             |                  | Játékvezető: Alex Lazzeri Vonalbírók: Toms Mencis Denis Menz |
| Gaković (Miškić) (EA) – 33:38 | 3–0          |             |                  | Játékvezető: Alex Lazzeri Vonalbírók: Toms Mencis Denis Menz |

| 2024. február 24. 13:00 | Észak-Korea | 7–4 (2–2, 5–0, 0–2) | Szingapúr | Skenderija, Szarajevó Nézőszám: 55 |

| Jegyzőkönyv | Jegyzőkönyv             | Jegyzőkönyv                   | Jegyzőkönyv  | Jegyzőkönyv                                                                 |
| --- | ----------------------- | ----------------------------- | ------------ | --------------------------------------------------------------------------- |
| | Jo Kwang-su Ri Song-gun | Kapusok                       | Liam Blakney | Játékvezető: Oleg Serebryakov Vonalbírók: Richard Button Ulrich Pardatscher |
| \| Hong (Ryu K., Pak C.) – 02:48 \| 1–0 \| \| \| \| 1–1 \| 06:48 – E. Redden (Kodrowski) \| \| \| 1–2 \| 07:05 – Chan (Gao) \| \| Kim I. (Kang, Pak K.) – 17:24 \| 2–2 \| \| \| Sin (Choe) – 24:43 \| 3–2 \| \| \| Kim I. (SH) – 30:00 \| 4–2 \| \| \| Song (Kim I., Pak K.) – 31:29 \| 5–2 \| \| \| Kim H. (Hong, Kim C.) (PP) – 33:40 \| 6–2 \| \| \| Hong – 37:26 \| 7–2 \| \| \| \| 7–3 \| 51:08 – Chan (Hamnett) \| \| \| 7–4 \| 59:15 – Kodrowski (E. Redden) \| |                         |                               |              | Játékvezető: Oleg Serebryakov Vonalbírók: Richard Button Ulrich Pardatscher |
| 6 perc | Büntetések              | 8 perc                        |              | Játékvezető: Oleg Serebryakov Vonalbírók: Richard Button Ulrich Pardatscher |
| 47 | Lövések                 | 21                            |              | Játékvezető: Oleg Serebryakov Vonalbírók: Richard Button Ulrich Pardatscher |
| Hong (Ryu K., Pak C.) – 02:48 | 1–0                     |                               |              | Játékvezető: Oleg Serebryakov Vonalbírók: Richard Button Ulrich Pardatscher |
| | 1–1                     | 06:48 – E. Redden (Kodrowski) |              | Játékvezető: Oleg Serebryakov Vonalbírók: Richard Button Ulrich Pardatscher |
| | 1–2                     | 07:05 – Chan (Gao)            |              | Játékvezető: Oleg Serebryakov Vonalbírók: Richard Button Ulrich Pardatscher |
| Kim I. (Kang, Pak K.) – 17:24 | 2–2                     |                               |              |                                                                             |
| Sin (Choe) – 24:43 | 3–2                     |                               |              |                                                                             |
| Kim I. (SH) – 30:00 | 4–2                     |                               |              |                                                                             |
| Song (Kim I., Pak K.) – 31:29 | 5–2                     |                               |              |                                                                             |
| Kim H. (Hong, Kim C.) (PP) – 33:40 | 6–2                     |                               |              |                                                                             |
| Hong – 37:26 | 7–2                     |                               |              |                                                                             |
| | 7–3                     | 51:08 – Chan (Hamnett)        |              |                                                                             |
| | 7–4                     | 59:15 – Kodrowski (E. Redden) |              |                                                                             |

| 2024. február 24. 16:30 | Irán | 2–14 (0–7, 1–2, 1–5) | Fülöp-szigetek | Skenderija, Szarajevó Nézőszám: 50 |

| Jegyzőkönyv | Jegyzőkönyv                     | Jegyzőkönyv                                  | Jegyzőkönyv                | Jegyzőkönyv                                                       |
| --- | ------------------------------- | -------------------------------------------- | -------------------------- | ----------------------------------------------------------------- |
| | Reza Poorhashemi Navid Alizadeh | Kapusok                                      | Paolo Spafford Irell Perez | Játékvezető: Serkan Kocakara Vonalbírók: Chan Ka Hei Emilio Gómez |
| \| \| 0–1 \| 00:26 – Sze (Füglister, Regencia) \| \| \| 0–2 \| 00:50 – Sze (Regencia, Füglister) \| \| \| 0–3 \| 11:06 – Sibug (Füglister, Sze) (PP2) \| \| \| 0–4 \| 13:06 – Füglister (Sze) \| \| \| 0–5 \| 14:17 – Regencia (Füglister, Billones) (PP) \| \| \| 0–6 \| 17:48 – Billones (Füglister, Regencia) (PP2) \| \| \| 0–7 \| 19:01 – Füglister (Regencia, Billones) (PP) \| \| Ghafoori (Mehraban, Ghahar) – 28:08 \| 1–7 \| \| \| \| 1–8 \| 30:55 – Sibug (Billones, Regencia) (PP2) \| \| \| 1–9 \| 34:02 – Abis \| \| \| 1–10 \| 46:02 – Sibug (Regencia, Billones) (PP) \| \| Farsad (Bagheri) – 46:26 \| 2–10 \| \| \| \| 2–11 \| 46:57 – Imperial \| \| \| 2–12 \| 48:36 – Füglister (Billones, Regencia) (PP) \| \| \| 2–13 \| 54:10 – Sze \| \| \| 2–14 \| 54:48 – Tigaronita (Pastrana) \| |                                 |                                              |                            | Játékvezető: Serkan Kocakara Vonalbírók: Chan Ka Hei Emilio Gómez |
| 20 perc | Büntetések                      | 6 perc                                       |                            | Játékvezető: Serkan Kocakara Vonalbírók: Chan Ka Hei Emilio Gómez |
| 20 | Lövések                         | 50                                           |                            | Játékvezető: Serkan Kocakara Vonalbírók: Chan Ka Hei Emilio Gómez |
| | 0–1                             | 00:26 – Sze (Füglister, Regencia)            |                            | Játékvezető: Serkan Kocakara Vonalbírók: Chan Ka Hei Emilio Gómez |
| | 0–2                             | 00:50 – Sze (Regencia, Füglister)            |                            | Játékvezető: Serkan Kocakara Vonalbírók: Chan Ka Hei Emilio Gómez |
| | 0–3                             | 11:06 – Sibug (Füglister, Sze) (PP2)         |                            | Játékvezető: Serkan Kocakara Vonalbírók: Chan Ka Hei Emilio Gómez |
| | 0–4                             | 13:06 – Füglister (Sze)                      |                            |                                                                   |
| | 0–5                             | 14:17 – Regencia (Füglister, Billones) (PP)  |                            |                                                                   |
| | 0–6                             | 17:48 – Billones (Füglister, Regencia) (PP2) |                            |                                                                   |
| | 0–7                             | 19:01 – Füglister (Regencia, Billones) (PP)  |                            |                                                                   |
| Ghafoori (Mehraban, Ghahar) – 28:08 | 1–7                             |                                              |                            |                                                                   |
| | 1–8                             | 30:55 – Sibug (Billones, Regencia) (PP2)     |                            |                                                                   |
| | 1–9                             | 34:02 – Abis                                 |                            |                                                                   |
| | 1–10                            | 46:02 – Sibug (Regencia, Billones) (PP)      |                            |                                                                   |
| Farsad (Bagheri) – 46:26 | 2–10                            |                                              |                            |                                                                   |
| | 2–11                            | 46:57 – Imperial                             |                            |                                                                   |
| | 2–12                            | 48:36 – Füglister (Billones, Regencia) (PP)  |                            |                                                                   |
| | 2–13                            | 54:10 – Sze                                  |                            |                                                                   |
| | 2–14                            | 54:48 – Tigaronita (Pastrana)                |                            |                                                                   |

| 2024. február 24. 20:00 | Bosznia-Hercegovina | 3–4 (h.u.) (1–2, 2–1, 0–0) (h.u.: 0–1) | Hongkong | Skenderija, Szarajevó Nézőszám: 850 |

| Jegyzőkönyv | Jegyzőkönyv  | Jegyzőkönyv                         | Jegyzőkönyv           | Jegyzőkönyv                                                      |
| --- | ------------ | ----------------------------------- | --------------------- | ---------------------------------------------------------------- |
| | Dino Pašović | Kapusok                             | King Ho Emerson Keung | Játékvezető: Kenji Kosaka Vonalbírók: Brian Kallesen Toms Mencis |
| \| \| 0–1 \| 04:50 – Chu (Shum, He. Cheng) \| \| \| 0–2 \| 08:26 – Au-Yeung (Cheng Ho, E. Hsu) \| \| Gaković (Mlivić) (PP) – 13:49 \| 1–2 \| \| \| \| 1–3 \| 28:16 – Shum (PS) \| \| Omer (Mlivić) – 32:28 \| 2–3 \| \| \| Omer (Mlivić, Mrkva) (PP) – 34:53 \| 3–3 \| \| \| \| 3–4 \| 63:55 – Yam Yi (Yam Yau) \| |              |                                     |                       | Játékvezető: Kenji Kosaka Vonalbírók: Brian Kallesen Toms Mencis |
| 10 perc | Büntetések   | 22 perc                             |                       | Játékvezető: Kenji Kosaka Vonalbírók: Brian Kallesen Toms Mencis |
| 37 | Lövések      | 29                                  |                       | Játékvezető: Kenji Kosaka Vonalbírók: Brian Kallesen Toms Mencis |
| | 0–1          | 04:50 – Chu (Shum, He. Cheng)       |                       | Játékvezető: Kenji Kosaka Vonalbírók: Brian Kallesen Toms Mencis |
| | 0–2          | 08:26 – Au-Yeung (Cheng Ho, E. Hsu) |                       | Játékvezető: Kenji Kosaka Vonalbírók: Brian Kallesen Toms Mencis |
| Gaković (Mlivić) (PP) – 13:49 | 1–2          |                                     |                       | Játékvezető: Kenji Kosaka Vonalbírók: Brian Kallesen Toms Mencis |
| | 1–3          | 28:16 – Shum (PS)                   |                       |                                                                  |
| Omer (Mlivić) – 32:28 | 2–3          |                                     |                       |                                                                  |
| Omer (Mlivić, Mrkva) (PP) – 34:53 | 3–3          |                                     |                       |                                                                  |
| | 3–4          | 63:55 – Yam Yi (Yam Yau)            |                       |                                                                  |

| 2024. február 26. 13:00 | Észak-Korea | 9–4 (3–1, 3–2, 3–1) | Irán | Skenderija, Szarajevó Nézőszám: 50 |

| Jegyzőkönyv | Jegyzőkönyv             | Jegyzőkönyv                                 | Jegyzőkönyv      | Jegyzőkönyv                                                         |
| --- | ----------------------- | ------------------------------------------- | ---------------- | ------------------------------------------------------------------- |
| | Jo Kwang-su Ri Song-gun | Kapusok                                     | Reza Poorhashemi | Játékvezető: Kenji Kosaka Vonalbírók: Denis Menz Ulrich Pardatscher |
| \| Choe (Kim S., Kang) – 01:20 \| 1–0 \| \| \| Kim C. (Pak C., Hong) – 09:44 \| 2–0 \| \| \| \| 2–1 \| 11:16 – Farsad (Bagheri, Ghafoori) \| \| Song (Ri C.) – 16:17 \| 3–1 \| \| \| Hong (Ryu K., Kim C.) (PP) – 22:57 \| 4–1 \| \| \| \| 4–2 \| 23:27 – Keyhanfar (Mehraban) \| \| \| 4–3 \| 25:31 – Ghafoori (Bagheri, Houshidari) (PP) \| \| Kang (Kim I., Choe) – 29:03 \| 5–3 \| \| \| Kim H. (Hong, Ryu K.) (PP) – 31:58 \| 6–3 \| \| \| Kim S. (Kang, Choe) – 46:01 \| 7–3 \| \| \| Hong (Ryu K., Kim C.) (PP) – 51:49 \| 8–3 \| \| \| \| 8–4 \| 53:48 – Hamzeh (Ghafoori) \| \| Kim H. (Pak C., Hong) – 59:24 \| 9–4 \| \| |                         |                                             |                  | Játékvezető: Kenji Kosaka Vonalbírók: Denis Menz Ulrich Pardatscher |
| 10 perc | Büntetések              | 18 perc                                     |                  | Játékvezető: Kenji Kosaka Vonalbírók: Denis Menz Ulrich Pardatscher |
| 52 | Lövések                 | 22                                          |                  | Játékvezető: Kenji Kosaka Vonalbírók: Denis Menz Ulrich Pardatscher |
| Choe (Kim S., Kang) – 01:20 | 1–0                     |                                             |                  | Játékvezető: Kenji Kosaka Vonalbírók: Denis Menz Ulrich Pardatscher |
| Kim C. (Pak C., Hong) – 09:44 | 2–0                     |                                             |                  | Játékvezető: Kenji Kosaka Vonalbírók: Denis Menz Ulrich Pardatscher |
| | 2–1                     | 11:16 – Farsad (Bagheri, Ghafoori)          |                  | Játékvezető: Kenji Kosaka Vonalbírók: Denis Menz Ulrich Pardatscher |
| Song (Ri C.) – 16:17 | 3–1                     |                                             |                  |                                                                     |
| Hong (Ryu K., Kim C.) (PP) – 22:57 | 4–1                     |                                             |                  |                                                                     |
| | 4–2                     | 23:27 – Keyhanfar (Mehraban)                |                  |                                                                     |
| | 4–3                     | 25:31 – Ghafoori (Bagheri, Houshidari) (PP) |                  |                                                                     |
| Kang (Kim I., Choe) – 29:03 | 5–3                     |                                             |                  |                                                                     |
| Kim H. (Hong, Ryu K.) (PP) – 31:58 | 6–3                     |                                             |                  |                                                                     |
| Kim S. (Kang, Choe) – 46:01 | 7–3                     |                                             |                  |                                                                     |
| Hong (Ryu K., Kim C.) (PP) – 51:49 | 8–3                     |                                             |                  |                                                                     |
| | 8–4                     | 53:48 – Hamzeh (Ghafoori)                   |                  |                                                                     |
| Kim H. (Pak C., Hong) – 59:24 | 9–4                     |                                             |                  |                                                                     |

| 2024. február 26. 16:30 | Hongkong | 8–3 (1–2, 4–1, 3–0) | Szingapúr | Skenderija, Szarajevó Nézőszám: 30 |

| Jegyzőkönyv | Jegyzőkönyv   | Jegyzőkönyv              | Jegyzőkönyv  | Jegyzőkönyv                                                           |
| --- | ------------- | ------------------------ | ------------ | --------------------------------------------------------------------- |
| | Emerson Keung | Kapusok                  | Liam Blakney | Játékvezető: Oleg Serebryakov Vonalbírók: Richard Button Emilio Gómez |
| \| Sham (Shum) – 01:21 \| 1–0 \| \| \| \| 1–1 \| 01:57 – Lee \| \| \| 1–2 \| 18:38 – E. Redden (Chan) \| \| J. Cheng (Yam Yi) (PP) – 26:35 \| 2–2 \| \| \| Chu (Sham, J. Cheng) (PP) – 28:39 \| 3–2 \| \| \| J. Cheng (Ngan, Law) – 31:44 \| 4–2 \| \| \| Shum (J. Cheng, He. Cheng) (PP) – 37:36 \| 5–2 \| \| \| \| 5–3 \| 37:44 – Chan (Kelly) \| \| Shum (Chu) – 40:22 \| 6–3 \| \| \| Chu (J. Cheng, Leung) – 44:43 \| 7–3 \| \| \| Sham (He. Cheng, J. Cheng) (PP) – 48:59 \| 8–3 \| \| |               |                          |              | Játékvezető: Oleg Serebryakov Vonalbírók: Richard Button Emilio Gómez |
| 12 perc | Büntetések    | 16 perc                  |              | Játékvezető: Oleg Serebryakov Vonalbírók: Richard Button Emilio Gómez |
| 41 | Lövések       | 29                       |              | Játékvezető: Oleg Serebryakov Vonalbírók: Richard Button Emilio Gómez |
| Sham (Shum) – 01:21 | 1–0           |                          |              | Játékvezető: Oleg Serebryakov Vonalbírók: Richard Button Emilio Gómez |
| | 1–1           | 01:57 – Lee              |              | Játékvezető: Oleg Serebryakov Vonalbírók: Richard Button Emilio Gómez |
| | 1–2           | 18:38 – E. Redden (Chan) |              | Játékvezető: Oleg Serebryakov Vonalbírók: Richard Button Emilio Gómez |
| J. Cheng (Yam Yi) (PP) – 26:35 | 2–2           |                          |              |                                                                       |
| Chu (Sham, J. Cheng) (PP) – 28:39 | 3–2           |                          |              |                                                                       |
| J. Cheng (Ngan, Law) – 31:44 | 4–2           |                          |              |                                                                       |
| Shum (J. Cheng, He. Cheng) (PP) – 37:36 | 5–2           |                          |              |                                                                       |
| | 5–3           | 37:44 – Chan (Kelly)     |              |                                                                       |
| Shum (Chu) – 40:22 | 6–3           |                          |              |                                                                       |
| Chu (J. Cheng, Leung) – 44:43 | 7–3           |                          |              |                                                                       |
| Sham (He. Cheng, J. Cheng) (PP) – 48:59 | 8–3           |                          |              |                                                                       |

| 2024. február 26. 20:00 | Bosznia-Hercegovina | 6–3 (2–0, 2–1, 2–2) | Fülöp-szigetek | Skenderija, Szarajevó Nézőszám: 300 |

| Jegyzőkönyv | Jegyzőkönyv  | Jegyzőkönyv                         | Jegyzőkönyv    | Jegyzőkönyv                                                      |
| --- | ------------ | ----------------------------------- | -------------- | ---------------------------------------------------------------- |
| | Dino Pašović | Kapusok                             | Paolo Spafford | Játékvezető: Alex Lazzeri Vonalbírók: Chan Ka Hei Brian Kallesen |
| \| Gaković (Omer, Filipović) – 03:15 \| 1–0 \| \| \| Sinanbegović (Vulović) (PP) – 15:30 \| 2–0 \| \| \| Gaković (Viđen) – 25:14 \| 3–0 \| \| \| Mlivić (Sinanbegović, Vučinić) – 38:04 \| 4–0 \| \| \| \| 4–1 \| 39:26 – Sze (Füglister, Billones) \| \| Gaković (Omer) – 40:24 \| 5–1 \| \| \| \| 5–2 \| 51:02 – Sze (Abis) \| \| \| 5–3 \| 57:20 – Abis (Regencia, Sibug) (EA) \| \| Omer (Filipović) (EN) – 58:22 \| 6–3 \| \| |              |                                     |                | Játékvezető: Alex Lazzeri Vonalbírók: Chan Ka Hei Brian Kallesen |
| 8 perc | Büntetések   | 12 perc                             |                | Játékvezető: Alex Lazzeri Vonalbírók: Chan Ka Hei Brian Kallesen |
| 39 | Lövések      | 40                                  |                | Játékvezető: Alex Lazzeri Vonalbírók: Chan Ka Hei Brian Kallesen |
| Gaković (Omer, Filipović) – 03:15 | 1–0          |                                     |                | Játékvezető: Alex Lazzeri Vonalbírók: Chan Ka Hei Brian Kallesen |
| Sinanbegović (Vulović) (PP) – 15:30 | 2–0          |                                     |                | Játékvezető: Alex Lazzeri Vonalbírók: Chan Ka Hei Brian Kallesen |
| Gaković (Viđen) – 25:14 | 3–0          |                                     |                | Játékvezető: Alex Lazzeri Vonalbírók: Chan Ka Hei Brian Kallesen |
| Mlivić (Sinanbegović, Vučinić) – 38:04 | 4–0          |                                     |                |                                                                  |
| | 4–1          | 39:26 – Sze (Füglister, Billones)   |                |                                                                  |
| Gaković (Omer) – 40:24 | 5–1          |                                     |                |                                                                  |
| | 5–2          | 51:02 – Sze (Abis)                  |                |                                                                  |
| | 5–3          | 57:20 – Abis (Regencia, Sibug) (EA) |                |                                                                  |
| Omer (Filipović) (EN) – 58:22 | 6–3          |                                     |                |                                                                  |

| 2024. február 27. 13:00 | Irán | 3–11 (2–4, 0–5, 1–2) | Hongkong | Skenderija, Szarajevó Nézőszám: 40 |

| Jegyzőkönyv | Jegyzőkönyv      | Jegyzőkönyv                            | Jegyzőkönyv | Jegyzőkönyv                                                             |
| --- | ---------------- | -------------------------------------- | ----------- | ----------------------------------------------------------------------- |
| | Reza Poorhashemi | Kapusok                                | King Ho     | Játékvezető: Serkan Kocakara Vonalbírók: Toms Mencis Ulrich Pardatscher |
| \| Eslami (Jalal) – 01:32 \| 1–0 \| \| \| Farsad (Ghafoori) – 03:06 \| 2–0 \| \| \| \| 2–1 \| 03:31 – Ngan (E. Hsu, M. Hsu) \| \| \| 2–2 \| 04:21 – L. Wong (Chau, Au-Yeung) \| \| \| 2–3 \| 07:03 – Sham (He. Cheng, Yam Yau) (PP) \| \| \| 2–4 \| 16:50 – J. Cheng (He. Cheng, Shum) \| \| \| 2–5 \| 21:58 – Ngan (Shum) (PP) \| \| \| 2–6 \| 22:22 – L. Wong (Au-Yeung, Chau) \| \| \| 2–7 \| 25:05 – Yeung (J. Cheng) (PP) \| \| \| 2–8 \| 32:18 – J. Cheng (Chu) \| \| \| 2–9 \| 38:46 – Ngan (E. Hsu) \| \| \| 2–10 \| 49:59 – Shum (Yam Yau) \| \| \| 2–11 \| 52:01 – L. Wong (Y. Wong, Yeung) (PP) \| \| Bagheri (Ghafoori, Abdollahi) – 54:14 \| 3–11 \| \| |                  |                                        |             | Játékvezető: Serkan Kocakara Vonalbírók: Toms Mencis Ulrich Pardatscher |
| 16 perc | Büntetések       | 10 perc                                |             | Játékvezető: Serkan Kocakara Vonalbírók: Toms Mencis Ulrich Pardatscher |
| 18 | Lövések          | 55                                     |             | Játékvezető: Serkan Kocakara Vonalbírók: Toms Mencis Ulrich Pardatscher |
| Eslami (Jalal) – 01:32 | 1–0              |                                        |             | Játékvezető: Serkan Kocakara Vonalbírók: Toms Mencis Ulrich Pardatscher |
| Farsad (Ghafoori) – 03:06 | 2–0              |                                        |             | Játékvezető: Serkan Kocakara Vonalbírók: Toms Mencis Ulrich Pardatscher |
| | 2–1              | 03:31 – Ngan (E. Hsu, M. Hsu)          |             | Játékvezető: Serkan Kocakara Vonalbírók: Toms Mencis Ulrich Pardatscher |
| | 2–2              | 04:21 – L. Wong (Chau, Au-Yeung)       |             |                                                                         |
| | 2–3              | 07:03 – Sham (He. Cheng, Yam Yau) (PP) |             |                                                                         |
| | 2–4              | 16:50 – J. Cheng (He. Cheng, Shum)     |             |                                                                         |
| | 2–5              | 21:58 – Ngan (Shum) (PP)               |             |                                                                         |
| | 2–6              | 22:22 – L. Wong (Au-Yeung, Chau)       |             |                                                                         |
| | 2–7              | 25:05 – Yeung (J. Cheng) (PP)          |             |                                                                         |
| | 2–8              | 32:18 – J. Cheng (Chu)                 |             |                                                                         |
| | 2–9              | 38:46 – Ngan (E. Hsu)                  |             |                                                                         |
| | 2–10             | 49:59 – Shum (Yam Yau)                 |             |                                                                         |
| | 2–11             | 52:01 – L. Wong (Y. Wong, Yeung) (PP)  |             |                                                                         |
| Bagheri (Ghafoori, Abdollahi) – 54:14 | 3–11             |                                        |             |                                                                         |

| 2024. február 27. 16:30 | Fülöp-szigetek | 2–10 (1–2, 0–7, 1–1) | Észak-Korea | Skenderija, Szarajevó Nézőszám: 35 |

| Jegyzőkönyv | Jegyzőkönyv                | Jegyzőkönyv                        | Jegyzőkönyv | Jegyzőkönyv                                                         |
| --- | -------------------------- | ---------------------------------- | ----------- | ------------------------------------------------------------------- |
| | Paolo Spafford Irell Perez | Kapusok                            | Jo Kwang-su | Játékvezető: Oleg Serebryakov Vonalbírók: Richard Button Denis Menz |
| \| \| 0–1 \| 15:35 Kim H. (Pak C.) \| \| \| 0–2 \| 18:31 – Kim H. (Hong, Ryu K.) \| \| Sze (Sibug) – 19:27 \| 1–2 \| \| \| \| 1–3 \| 24:44 – Pak K. \| \| \| 1–4 \| 28:03 – Pak K. (Choe, Kim I.) (PP) \| \| \| 1–5 \| 29:06 – Kim S. (Kim I., Kang) \| \| \| 1–6 \| 32:01 – Ryu J. (Hong) \| \| \| 1–7 \| 33:43 – Pak C. (Hong) \| \| \| 1–8 \| 38:34 – Kim I. (Pak K.) \| \| \| 1–9 \| 39:54 – Sin H. (Won, Song) \| \| Regencia (Tigaronta) – 52:28 \| 2–9 \| \| \| \| 2–10 \| 59:39 – Hong (Pak C., Ryu K.) (PP) \| |                            |                                    |             | Játékvezető: Oleg Serebryakov Vonalbírók: Richard Button Denis Menz |
| 14 perc | Büntetések                 | 12 perc                            |             | Játékvezető: Oleg Serebryakov Vonalbírók: Richard Button Denis Menz |
| 25 | Lövések                    | 47                                 |             | Játékvezető: Oleg Serebryakov Vonalbírók: Richard Button Denis Menz |
| | 0–1                        | 15:35 Kim H. (Pak C.)              |             | Játékvezető: Oleg Serebryakov Vonalbírók: Richard Button Denis Menz |
| | 0–2                        | 18:31 – Kim H. (Hong, Ryu K.)      |             | Játékvezető: Oleg Serebryakov Vonalbírók: Richard Button Denis Menz |
| Sze (Sibug) – 19:27 | 1–2                        |                                    |             | Játékvezető: Oleg Serebryakov Vonalbírók: Richard Button Denis Menz |
| | 1–3                        | 24:44 – Pak K.                     |             |                                                                     |
| | 1–4                        | 28:03 – Pak K. (Choe, Kim I.) (PP) |             |                                                                     |
| | 1–5                        | 29:06 – Kim S. (Kim I., Kang)      |             |                                                                     |
| | 1–6                        | 32:01 – Ryu J. (Hong)              |             |                                                                     |
| | 1–7                        | 33:43 – Pak C. (Hong)              |             |                                                                     |
| | 1–8                        | 38:34 – Kim I. (Pak K.)            |             |                                                                     |
| | 1–9                        | 39:54 – Sin H. (Won, Song)         |             |                                                                     |
| Regencia (Tigaronta) – 52:28 | 2–9                        |                                    |             |                                                                     |
| | 2–10                       | 59:39 – Hong (Pak C., Ryu K.) (PP) |             |                                                                     |

| 2024. február 27. 20:00 | Szingapúr | 2–9 (1–4, 1–3, 1–2) | Bosznia-Hercegovina | Skenderija, Szarajevó Nézőszám: 700 |

| Jegyzőkönyv | Jegyzőkönyv               | Jegyzőkönyv                            | Jegyzőkönyv      | Jegyzőkönyv                                                    |
| --- | ------------------------- | -------------------------------------- | ---------------- | -------------------------------------------------------------- |
| | Liam Blakney Lee Chin Hao | Kapusok                                | Karim Ahmetovski | Játékvezető: Alex Lazzeri Vonalbírók: Chan Ka Hei Emilio Gómez |
| \| \| 0–1 \| 00:26 – Smajlović (Alic, Mlivić) \| \| \| 0–2 \| 03:43 – Andrijasevic (Vučinić, Mlivić) \| \| E. Redden – 04:28 \| 1–2 \| \| \| \| 1–3 \| 12:35 – Gaković (Mlivić) \| \| \| 1–4 \| 14:31 – Sinanbegović (Gaković) \| \| \| 1–5 \| 24:38 – Gaković (Ćatović) \| \| Hamnett (Chan, E. Redden) (PP) – 34:46 \| 2–5 \| \| \| \| 2–6 \| 39:23 – Cordalija (Mlivić) \| \| \| 2–7 \| 39:54 – Mlivić (Cordalija) \| \| \| 2–8 \| 42:12 – Mlivić (Cordalija) \| \| \| 2–9 \| 58:37 – Miškić (Alic) \| |                           |                                        |                  | Játékvezető: Alex Lazzeri Vonalbírók: Chan Ka Hei Emilio Gómez |
| 4 perc | Büntetések                | 14 perc                                |                  | Játékvezető: Alex Lazzeri Vonalbírók: Chan Ka Hei Emilio Gómez |
| 32 | Lövések                   | 44                                     |                  | Játékvezető: Alex Lazzeri Vonalbírók: Chan Ka Hei Emilio Gómez |
| | 0–1                       | 00:26 – Smajlović (Alic, Mlivić)       |                  | Játékvezető: Alex Lazzeri Vonalbírók: Chan Ka Hei Emilio Gómez |
| | 0–2                       | 03:43 – Andrijasevic (Vučinić, Mlivić) |                  | Játékvezető: Alex Lazzeri Vonalbírók: Chan Ka Hei Emilio Gómez |
| E. Redden – 04:28 | 1–2                       |                                        |                  | Játékvezető: Alex Lazzeri Vonalbírók: Chan Ka Hei Emilio Gómez |
| | 1–3                       | 12:35 – Gaković (Mlivić)               |                  |                                                                |
| | 1–4                       | 14:31 – Sinanbegović (Gaković)         |                  |                                                                |
| | 1–5                       | 24:38 – Gaković (Ćatović)              |                  |                                                                |
| Hamnett (Chan, E. Redden) (PP) – 34:46 | 2–5                       |                                        |                  |                                                                |
| | 2–6                       | 39:23 – Cordalija (Mlivić)             |                  |                                                                |
| | 2–7                       | 39:54 – Mlivić (Cordalija)             |                  |                                                                |
| | 2–8                       | 42:12 – Mlivić (Cordalija)             |                  |                                                                |
| | 2–9                       | 58:37 – Miškić (Alic)                  |                  |                                                                |

| 2024. február 29. 13:00 | Szingapúr | 8–5 (2–0, 2–2, 4–3) | Irán | Skenderija, Szarajevó Nézőszám: 50 |

| Jegyzőkönyv | Jegyzőkönyv  | Jegyzőkönyv                           | Jegyzőkönyv      | Jegyzőkönyv                                                         |
| --- | ------------ | ------------------------------------- | ---------------- | ------------------------------------------------------------------- |
| | Liam Blakney | Kapusok                               | Reza Poorhashemi | Játékvezető: Alex Lazzeri Vonalbírók: Denis Menz Ulrich Pardatscher |
| \| Kodrowski (Lee, Chew) – 09:20 \| 1–0 \| \| \| Kodrowski (Lee, E. Redden) – 10:31 \| 2–0 \| \| \| \| 2–1 \| 21:16 – Keyhanfar \| \| Chan (E. Redden) (PP) – 23:01 \| 3–1 \| \| \| \| 3–2 \| 32:03 – Farsad (SH) \| \| E. Redden – 34:37 \| 4–2 \| \| \| E. Redden (Kodrowski, Lee) – 41:45 \| 5–2 \| \| \| \| 5–3 \| 43:37 – Ghahar (Bahri, Ghafoori) (PP) \| \| \| 5–4 \| 44:10 – Mehraban (Heidari, Korehei) \| \| Kodrowski (E. Redden) – 45:29 \| 6–4 \| \| \| \| 6–5 \| 47:46 – Hamzeh (Mehraban) \| \| Chan – 57:16 \| 7–5 \| \| \| E. Redden (EN) – 59:37 \| 8–5 \| \| |              |                                       |                  | Játékvezető: Alex Lazzeri Vonalbírók: Denis Menz Ulrich Pardatscher |
| 10 perc | Büntetések   | 6 perc                                |                  | Játékvezető: Alex Lazzeri Vonalbírók: Denis Menz Ulrich Pardatscher |
| 45 | Lövések      | 29                                    |                  | Játékvezető: Alex Lazzeri Vonalbírók: Denis Menz Ulrich Pardatscher |
| Kodrowski (Lee, Chew) – 09:20 | 1–0          |                                       |                  | Játékvezető: Alex Lazzeri Vonalbírók: Denis Menz Ulrich Pardatscher |
| Kodrowski (Lee, E. Redden) – 10:31 | 2–0          |                                       |                  | Játékvezető: Alex Lazzeri Vonalbírók: Denis Menz Ulrich Pardatscher |
| | 2–1          | 21:16 – Keyhanfar                     |                  | Játékvezető: Alex Lazzeri Vonalbírók: Denis Menz Ulrich Pardatscher |
| Chan (E. Redden) (PP) – 23:01 | 3–1          |                                       |                  |                                                                     |
| | 3–2          | 32:03 – Farsad (SH)                   |                  |                                                                     |
| E. Redden – 34:37 | 4–2          |                                       |                  |                                                                     |
| E. Redden (Kodrowski, Lee) – 41:45 | 5–2          |                                       |                  |                                                                     |
| | 5–3          | 43:37 – Ghahar (Bahri, Ghafoori) (PP) |                  |                                                                     |
| | 5–4          | 44:10 – Mehraban (Heidari, Korehei)   |                  |                                                                     |
| Kodrowski (E. Redden) – 45:29 | 6–4          |                                       |                  |                                                                     |
| | 6–5          | 47:46 – Hamzeh (Mehraban)             |                  |                                                                     |
| Chan – 57:16 | 7–5          |                                       |                  |                                                                     |
| E. Redden (EN) – 59:37 | 8–5          |                                       |                  |                                                                     |

| 2024. február 29. 16:30 | Hongkong | 9–5 (3–1, 3–3, 3–1) | Fülöp-szigetek | Skenderija, Szarajevó Nézőszám: 50 |

| Jegyzőkönyv | Jegyzőkönyv | Jegyzőkönyv                              | Jegyzőkönyv                | Jegyzőkönyv                                                      |
| --- | ----------- | ---------------------------------------- | -------------------------- | ---------------------------------------------------------------- |
| | King Ho     | Kapusok                                  | Paolo Spafford Irell Perez | Játékvezető: Kenji Kosaka Vonalbírók: Richard Button Chan Ka Hei |
| \| E. Hsu (Ngan, Sham) – 05:25 \| 1–0 \| \| \| \| 1–1 \| 10:14 – Abis (Sze) (SH) \| \| Yam Yau (J. Cheng) – 13:49 \| 2–1 \| \| \| Yam Yau (J. Cheng, Cheng Ho) (EA) – 18:53 \| 3–1 \| \| \| \| 3–2 \| 27:50 – Billones (Regencia, Sze) (PP) \| \| \| 3–3 \| 29:42 – Sibug (Füglister, Billones) (PP) \| \| \| 3–4 \| 30:49 – Sze (Füglister) \| \| Sham (E. Hsu, Ngan) – 31:29 \| 4–4 \| \| \| Sham (He. Cheng, J. Cheng) (PP) – 33:40 \| 5–4 \| \| \| Sham (J. Cheng) (PP) – 38:48 \| 6–4 \| \| \| \| 6–5 \| 41:21 – Imperial (Tigaronita) \| \| Yam Yi (J. Cheng) – 52:30 \| 7–5 \| \| \| Y. Wong (L. Wong, Shum) (PP) – 56:57 \| 8–5 \| \| \| Chu (J. Cheng, Yam Yi) (EN) – 59:10 \| 9–5 \| \| |             |                                          |                            | Játékvezető: Kenji Kosaka Vonalbírók: Richard Button Chan Ka Hei |
| 10 perc | Büntetések  | 14 perc                                  |                            | Játékvezető: Kenji Kosaka Vonalbírók: Richard Button Chan Ka Hei |
| 36 | Lövések     | 31                                       |                            | Játékvezető: Kenji Kosaka Vonalbírók: Richard Button Chan Ka Hei |
| E. Hsu (Ngan, Sham) – 05:25 | 1–0         |                                          |                            | Játékvezető: Kenji Kosaka Vonalbírók: Richard Button Chan Ka Hei |
| | 1–1         | 10:14 – Abis (Sze) (SH)                  |                            | Játékvezető: Kenji Kosaka Vonalbírók: Richard Button Chan Ka Hei |
| Yam Yau (J. Cheng) – 13:49 | 2–1         |                                          |                            | Játékvezető: Kenji Kosaka Vonalbírók: Richard Button Chan Ka Hei |
| Yam Yau (J. Cheng, Cheng Ho) (EA) – 18:53 | 3–1         |                                          |                            |                                                                  |
| | 3–2         | 27:50 – Billones (Regencia, Sze) (PP)    |                            |                                                                  |
| | 3–3         | 29:42 – Sibug (Füglister, Billones) (PP) |                            |                                                                  |
| | 3–4         | 30:49 – Sze (Füglister)                  |                            |                                                                  |
| Sham (E. Hsu, Ngan) – 31:29 | 4–4         |                                          |                            |                                                                  |
| Sham (He. Cheng, J. Cheng) (PP) – 33:40 | 5–4         |                                          |                            |                                                                  |
| Sham (J. Cheng) (PP) – 38:48 | 6–4         |                                          |                            |                                                                  |
| | 6–5         | 41:21 – Imperial (Tigaronita)            |                            |                                                                  |
| Yam Yi (J. Cheng) – 52:30 | 7–5         |                                          |                            |                                                                  |
| Y. Wong (L. Wong, Shum) (PP) – 56:57 | 8–5         |                                          |                            |                                                                  |
| Chu (J. Cheng, Yam Yi) (EN) – 59:10 | 9–5         |                                          |                            |                                                                  |

| 2024. február 29. 20:00 | Észak-Korea | 2–4 (2–1, 0–2, 0–1) | Bosznia-Hercegovina | Skenderija, Szarajevó Nézőszám: 1700 |

| Jegyzőkönyv | Jegyzőkönyv | Jegyzőkönyv                                    | Jegyzőkönyv  | Jegyzőkönyv                                                          |
| --- | ----------- | ---------------------------------------------- | ------------ | -------------------------------------------------------------------- |
| | Jo Kwang-su | Kapusok                                        | Dino Pašović | Játékvezető: Oleg Serebryakov Vonalbírók: Brian Kallesen Toms Mencis |
| \| Hong (Pak C.) – 01:56 \| 1–0 \| \| \| \| 1–1 \| 14:42 – Gaković (Filipović, Smajlović) \| \| Hong (Ryu K.) – 17:43 \| 2–1 \| \| \| \| 2–2 \| 37:16 – Cordalija (Sinanbegović, Vučinić) (PP) \| \| \| 2–3 \| 37:56 – Andrijasevic (Miškić, Mlivić) \| \| \| 2–4 \| 42:57 – Miškić (Pleho, Mrkva) (PP) \| |             |                                                |              | Játékvezető: Oleg Serebryakov Vonalbírók: Brian Kallesen Toms Mencis |
| 14 perc | Büntetések  | 10 perc                                        |              | Játékvezető: Oleg Serebryakov Vonalbírók: Brian Kallesen Toms Mencis |
| 47 | Lövések     | 31                                             |              | Játékvezető: Oleg Serebryakov Vonalbírók: Brian Kallesen Toms Mencis |
| Hong (Pak C.) – 01:56 | 1–0         |                                                |              | Játékvezető: Oleg Serebryakov Vonalbírók: Brian Kallesen Toms Mencis |
| | 1–1         | 14:42 – Gaković (Filipović, Smajlović)         |              | Játékvezető: Oleg Serebryakov Vonalbírók: Brian Kallesen Toms Mencis |
| Hong (Ryu K.) – 17:43 | 2–1         |                                                |              | Játékvezető: Oleg Serebryakov Vonalbírók: Brian Kallesen Toms Mencis |
| | 2–2         | 37:16 – Cordalija (Sinanbegović, Vučinić) (PP) |              |                                                                      |
| | 2–3         | 37:56 – Andrijasevic (Miškić, Mlivić)          |              |                                                                      |
| | 2–4         | 42:57 – Miškić (Pleho, Mrkva) (PP)             |              |                                                                      |